# Angelito: Batang Ama
Angelito: Batang Ama é uma telenovela filipina produzida e exibida pela ABS-CBN, cuja transmissão ocorreu em 2011.

## Elenco
- JM De Guzman - Angelito Santos
- Charee Pineda - Rosalie Dimaano
- Kaye Abad - Jenny Ambrosio
- Tom Rodriguez - Andrew Posadas